# Učení dona Juana
Učení dona Juana je první román Carlose Castanedy s podtitulem Cesta poznání Indiánů kmene Yaqui vydaný v roce 1968.
Na rozdíl od následujících autorových knih je Učení dona Juana rozděleno na dvě samostatné části. První část nazvanou Učení představují poznámky, které si Castaneda vedl během svého učení u indiánského čaroděje Juana Matuse popisující události, které se odehrály v období od 23. června 1961 do 29. října 1965. Druhá část podává vědecký rozbor nazvaný Strukturní analýza. Toto uspořádání vychází ze skutečnosti, že se jedná o autorovu univerzitní magisterskou práci v oboru antropologie.

## Obsah

### Učení
Carlos Castaneda je roku 1960 studentem antropologie na Kalifornské univerzitě v Los Angeles a v době započetí příběhu první z cyklu jeho knih cestuje na jihozápad USA, aby tam sbíral studijní materiál o užívání halucinogenních rostlin a hub při rituálech tamějších Indiánů. Na doporučení jednoho svého přítele se seznámí s Indiánem z kmene Yaqui, který má v této oblasti údajně mimořádné zkušenosti. Setkají se na autobusovém nádraží v jednom arizonském městečku při hranicích Mexika a domluví se, že ho Indián Juan Matus zvaný don Juan bude do svých vědomostí o léčivých rostlinách, zvláště pak o peyotlu (druh kaktusu Lophophora williamsi), zasvěcovat. Neuvědomuje si však, že se zároveň stává jeho čarodějským učněm a dovídá se, že don Juan, narozený pravděpodobně roku 1891 nepochází z Arizony, ale z indiánského kmene Yaqui ze Sonorské poušti čili Sonory rozkládající se na rozhraní USA a Mexika.
Carlos Castaneda začíná pravidelně dojíždět do domku dona Juana, kde je zaučován postupům přípravy halucinogenních nápojů a kuřáckých směsí stejně jako do základů čarodějství. Don Juan se snaží vysvětlit nejdůležitější aspekt čarodějství, že je zcela zásadní oprostit se od naučeného vnímání světa, od popisového rámce, který je všem lidem od dětství vštěpován. Carlos, jakožto univerzitní student a systematik, se zprvu nedokáže oprostit od racionalizace všech nových sdělení a poznatků, pokouší se je vysvětlit v rámci oblasti svého „normálního“ poznání a paranormální jevy popisovat pomocí fyzikálních zákonů. Don Juan se jej od tohoto přístupu snaží odklonit za pomoci halucinogenních přípravků z Ďáblova kořene čili durmanu (datura) a houby lysohlávky mexické (Psilocybe mexicana). Prvním úkolem, který Carlos úspěšně splní, je nalezení nejbezpečnějšího místa na verandě don Juanova domku pomocí vnitřního zraku, tedy mimozrakového vidění. Carlos začne vnímat prostředí pomocí barevných shluků, které mu pomohou bezpečné místo nalézt.
V následující fázi učení don Juan zprostředkovává Carlosovo setkání s Meskalitem, duchem-učitelem obývajícím peyotlové rostliny. Iniciace tohoto důležitého střetnutí se odehrává po požití peyotlu obsahujícího psychotropní alkaloid meskalin, má zdárný průběh a don Juan si pochvaluje, jak si Meskalito Carlose oblíbil a získal ho za svého spojence. Do vyprávění občas vstupuje don Juanův přítel don Genaro Flores, který bude hrát důležitou roli v dalších knihách.
Poslední setkání Carlose s Meskalitem, který se již stal jeho učitelem a spojencem, což je pocta, jaké se dostává jen těm, kteří k němu přistupují s čistými úmysly, má formu obřadu zvaného mitote a účastní se ho ještě peyotleros ve složení dvou starších mužů a čtyř mladých učňů. Po požití 14 peyotlových knoflíků (sušených skrojků) Carlos uvidí Meskalita v lidské podobě.
Pomocí vývaru z durmanu a tabákové směsi z lysohlávek don Juan pokračuje v zasvěcování Carlose do světa mystických spojenců a nepřátel. Učí ho věštění z rozhovorů s čarodějnými ještěrkami, jejichž řeči ve stavu rauše porozumí a proměňování se v havrana. Don Juan si je tou dobou již vědom, že Carlos Castaneda je vhodným adeptem na jeho následovníka a tak, aby si jej k sobě uvázal, použije lest, tvrdíc že je v nebezpečí před čarodějkou la Catalinou a bez Carlosovy pomoci jí bude přemožen a zahyne. Dobře při tom ví, že ho v tom Carlos nenechá, což se také potvrzuje, a tak Carlos zůstává v jeho učení.

### Strukturní analýza
Druhou část knihy tvoří strukturní analýza shrnující dosavadní Castanedovo poznání, které nabyl v učení u dona Juana, zejména rozpracovává pojem vědoucí osoby, jejích pravidel a spojenců. Dělí se na Operační řád, Koncepční řád, Shrnutí a dva dodatky.

## Problém dvou českých vydání
Kniha nezvykle vychází v České republice během dvou let ve dvou různých překladech u dvou různých vydavatelů, neboť došlo k pochybení ve věci užití autorských práv (viz následující oddíl Vydání). Autorská práva na většinu Castanedova díla zakoupilo nakladatelství Volvox Globator. Oba překlady (viz následující oddíl Vydání) jsou kvalitní, jednotlivá vydání se však liší svými dodatky.
Vydání nakladatelství Reflex obsahuje úvodní poznámku věhlasného antropologa Waltera Goldsmitha (profesora Kalifornské univerzity v dobách Castanedových studií), rozhovor Sama Keena s Carlosem Castanedou z prosince1972 pro časopis Psychology Today, poznámky překladatele a velmi zajímavý doslov Dr. Zdeňka Neubauera Útěšné svědectví Carlose Castanedy, obsahující rozbor knihy a zaměření na problematiku často napadané autentičnosti Castanedova díla s konstatováním, že většina odpůrců vůbec nepochopila hlavní poslání knihy, kterým je hloubka jeho vlastního sdělení.
Vydání nakladatelství Volvox Globator obsahuje předmluvu překladatele Miroslava Krůty pojednávající o jeho vztahu k dílu, doslov v podobě vysvětlení některých stěžejních termínů spolu se zdůvodněním způsobu jejich překladů a poznámku redakce o právních otázkách vztahujících se k autorským právům na vydávání Castanedových knih.

## Vydání
Americká
- The Teaching of Don Juan: A Yaqui Way of Knowledge, Regents of University of California, USA 1968

Anglická
- The Teaching of Don Juan: A Yaqui Way of Knowledge, Arkana, Londýn 1990

Španělská
- Las enseñanzas de Don Juan: una forma yaqui de conocimiento, překlad Juan Tovar, Fondo de Cultura Económica, Mexiko, 1974

Česká
- Učení dona Juana, překlad Viktor Faktor, Reflex, Praha 1992
- Učení dona Juana, překlad Miroslav Krůta, Volvox Globator, Praha 1997